# Leicester Secular Hall
Leicester Secular Hall – świecki zabytkowy budynek zbudowany w 1881 roku w mieście Leicester w Wielkiej Brytanii.
Zbudowany przez angielską firmę Leicester Secular Hall Co. Ltd. Akcjonariuszami budynku byli wszyscy świeccy.
Projektantem budynku był Larner Sugden.
Budynek zawiera pięć popiersi w porządku chronologicznym Sokratesa, Jezusa, Voltaire, Thomasa Paina, Roberta Owena.
Budynek znajduje się w centrum miasta przy ulicy 75 Humberstone Gate.